# 社戏 (小说)
《社戏》是现代文学家鲁迅写于1922年的短篇小说，最初发表于同年12月《小说月刊》第13卷12号，后收入小说集《呐喊》。
这篇文章首次发表在一九二二年十二月上海《小说月报》第十三卷第十二号上，随后又被收录进鲁迅的小说集《呐喊》。
后被收入中华人民共和国语文（苏教版，七年级上学期）课本中（有删节，小说开头到“至于我看好戏的时候，却实在已经是‘远哉遥遥’的了，其时恐怕我还不过十一二岁。”均被删去。）
《社戏》同样被收录到《义务教育教科书 语文 八年级 下册》（人民教育出版社2017年12月版）中。